# Ansitz Perdonig

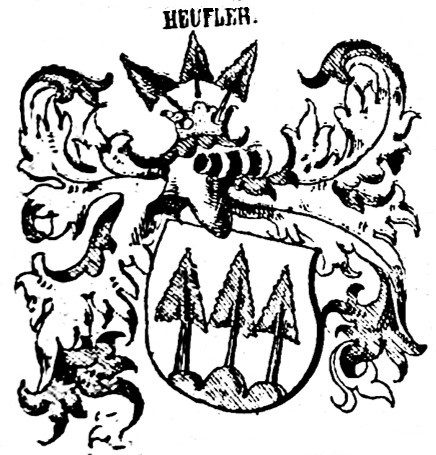
Wappen der Heufler im Siebmacher

Der Ansitz Perdonig bzw. Heufler ist ein geschütztes Baudenkmal in Prissian, einer Fraktion der Gemeinde Tisens in Südtirol.

## Geschichte
1297 erscheint ein Dominus Raimpertus de Pradonego de loco plebis Tisini, der vermutlich ein Abkömmling der Dienstmannen auf Burg Holz bei Prissian war. Der Wiederaufbau des Hofes Perdonig, früher Perdonegg, in der Herrschaft Mayenburg erfolgte spätestens im 16. Jahrhundert. Jakob von Heufler, Pfleger des Schlosses und Herrschaft Castelfondo, der aus Rasen im Pustertal stammte, kaufte das Anwesen zwischen 1650 und 1660. Perdonig wurde zu einem Edelsitz umgebaut. 1681 besaß ihn Johann Gaudenz Heifler von Räsen. Der Ansitz verblieb 120 Jahre im Besitz seiner Nachkommen, die sich nach dem Edelsitz „von Perdonegg“ nannten. Der Enkel von Jakob, David von Heufler, Doktor der Rechte, verlagerte seinen Wohnsitz nach Eppan, wo er 1750 ein Herrenhaus kaufte. 1775 erscheint das Anwesen als "Perdonigerhof". Nach seinem Tode 1778 erbte den Ansitz seine minderjährige Tochter Maria Valentina, die ihn an einen Tiroler Landesmann weiterverkaufte. Am 5. Oktober 1981 erfolgte die Unterschutzstellung von Seiten des Südtiroler Landesdenkmalamtes. 

## Beschreibung
Bei dem Anwesen handelt es sich um einen einfachen zweistöckigen Renaissancebau mit einem breiten rechteckigen Erker an der Südseite, zu der eine Freitreppe führt. Der Hausgang ist mit einem Tonnengewölbe mit Stichkappen und ein Raum mit einer Kassettendecke versehen.